# Канзасские разрушители салунов
«Канзасские разрушители салунов» (англ. Kansas Saloon Smashers) — американский короткометражный немой комедийный фильм Эдвина Портера.

## Сюжет
В салун врывается радикальная активистка движения за резвость  Кэрри Нейшн со своими последовательницами. Они выгоняют посетителей и крушат бутылки на стойке. Бармен отбивает нападение помощью сифона с содовой.